# Vasula (plaats)
Vasula (Duits: Wassula) is een plaats in de Estlandse gemeente Tartu vald, provincie Tartumaa. De plaats heeft de status van groter dorp of ‘vlek’ (Estisch: alevik).

## Bevolking
De ontwikkeling van het aantal inwoners blijkt uit het volgende staatje:
| Jaar            | 2000 | 2011 | 2017 | 2019 | 2020 | 2021 |
| --------------- | ---- | ---- | ---- | ---- | ---- | ---- |
| Aantal inwoners | 277  | 273  | 286  | 313  | 321  | 297  |

## Ligging
De plaats ligt aan de rivier Amme. Tussen Vasula en de vlek Vahi ligt een klein meer, het Vasula järv, met een oppervlakte van 8,5 ha. Officieel ligt het meer op het grondgebied van het dorp Lombi ten zuidoosten van Vasula.
Sinds 1997 wordt in Vasula jaarlijks het rockfestival Amme Rock gehouden.

## Geschiedenis
Vasula werd voor het eerst genoemd in 1220, in de Kroniek van Hendrik van Lijfland onder de naam Wasala. Een landgoed Vasula werd voor het eerst genoemd in 1446. Het landgoed was van 1636 tot 1921 in het bezit van de familie Stiernhielm. Het landhuis van het landgoed ging verloren in 1944, tijdens de Tweede Wereldoorlog. Enkele bijgebouwen bleven wel bewaard.
In 1977 werd het buurdorp Änni bij Vasula gevoegd. In 2012 kreeg Vasula de status van alevik (vlek).

## Foto's

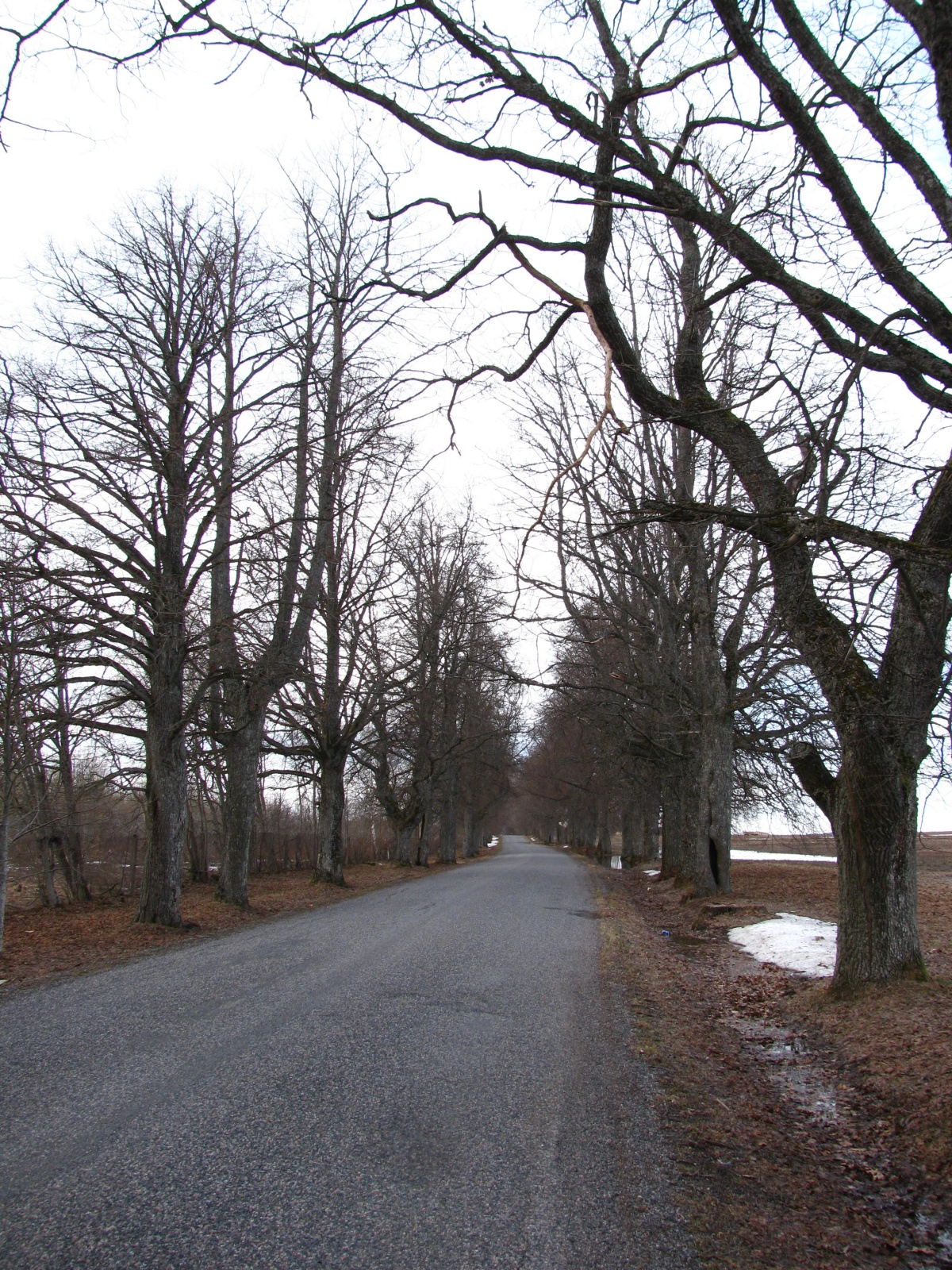
Laan in Vasula
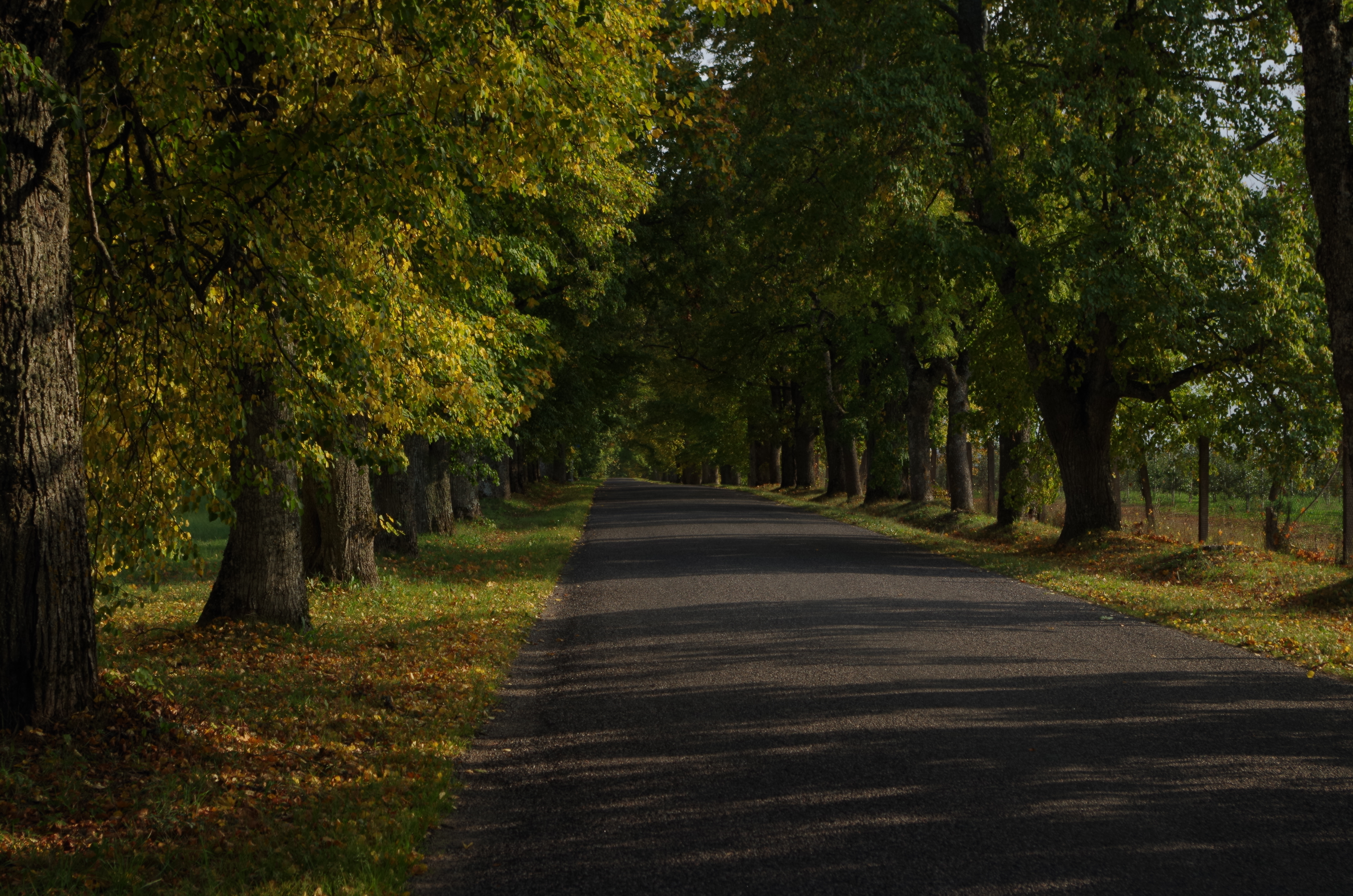
Laan in Vasula
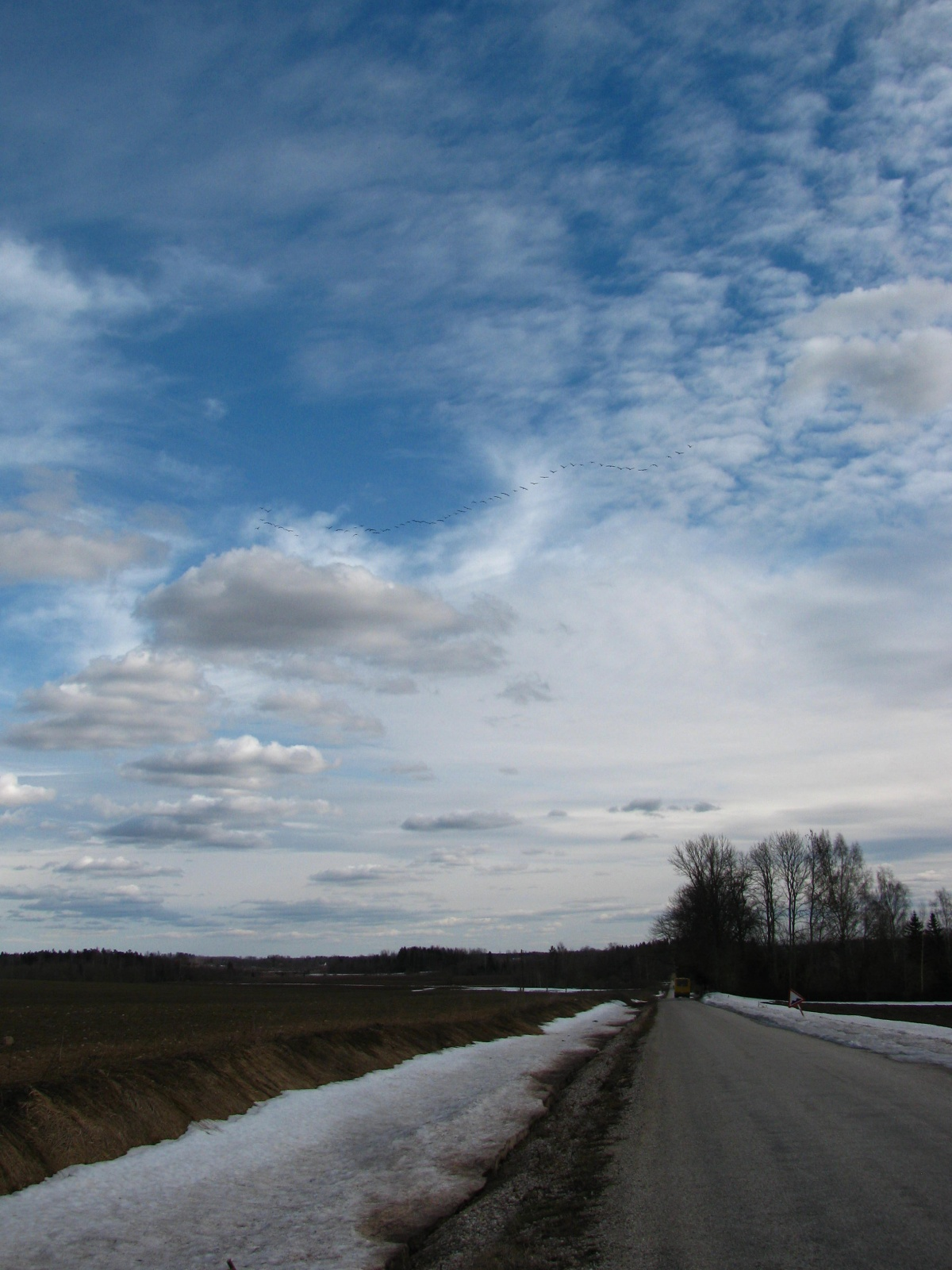
Landschap bij Vasula